# Nissan R'nessa
La Nissan R'nessa è una crossover SUV prodotta dalla casa automobilistica giapponese Nissan a partire dal 1997 al 2001. 
È stata prodotto dalla Nissan dall'ottobre 1997 al luglio 2001, per concorrere con le Mitsubishi RVR e Honda HR-V. Era disponibile in tre motorizzazioni un quattro cilindri da due litri (103 kW) a trazione anteriore, un quattro cilindri più grande da 2,4 litri (112 kW) e dotato di trazione integrale ed un motore turbo da due litri (147 kW) anch'esso con trazione integrale; tutti i motori erano bialbero e avevano 4 valvole per cilindro. Di serie su tutte l versioni c'era un automatico a quattro velocità, ma da gennaio 2001 è stato sostituito con un automatico CVT a variazione continua. Dalla vettura vennero derivate due versioni, una ad alimentazione ad idrogeno chiamata FCV e una elettronica chiamata Altra EV.
La produzione è stata interrotta nel luglio 2001.